# Frans van der Burgt
Franciscus Antonius (Frans) van der Burgt ('s-Hertogenbosch, 20 december 1915 - aldaar, 1 december 1985) was een Nederlands beeldhouwer en medailleur..

## Leven en werk
Van der Burgt was een zoon van Adrianus Antonius van der Burgt en Elisabeth Gevers. Hij werkte na de Ambachtsschool enige tijd als leerling op het Atelier Van Bokhoven en Jonkers. Tijdens de Tweede Wereldoorlog zat hij enige tijd ondergedoken bij beeldhouwer Peter Roovers. Van der Burgt kreeg zijn kunstzinnige vorming bij de Leergangen in Tilburg (1944-1945), aan de ABK in Breda (1946-1947) en, als leerling van Piet Esser, aan de Rijksakademie in Amsterdam (1947-1952). Hij maakte christelijk religieuze werken, portretten en figuurvoorstellingen, die werden uitgevoerd in brons en steen. Hij werkte in een figuratieve en organisch-abstracte stijl. In 1965 bracht hij een boekje met Bijbelse houtsneden uit. Hij was lid van de Nederlandse Kring van Beeldhouwers.
Van der Burgt overleed in het ziekenhuis in 's-Hertogenbosch, een aantal weken voor zijn 70e verjaardag.

## Werken
- oorlogsmonument (1951), Boekel
- tympaan van de Heilige Drie-eenheid en Mariabeeld (1951) voor de Sint-Lambertuskerk (Maren-Kessel)
- heiligenbeelden van Laurentius, Lucia en Antonius Abt (1953) voor de gevel van de Sint-Laurentiuskerk, Vierlingsbeek
- Kroniek van 's-Hertogenbosch (1954) voor de Wilhelminabrug ('s-Hertogenbosch)
- reliëfs Stationstunnel (1956), 's-Hertogenbosch
- oorlogsmonument (1960), Oss
- Kennisoverdracht (1965), Amsterdam
- bevrijdingsmonument (1970), Rosmalen
- meisje met schaal (1970/1979), Vlijmen
- fluisterende kinderen (1975), Boxtel
- meisje met boek, Oss
- Johannes de Doper op de gerfkamer van de Sint-Janskathedraal ('s-Hertogenbosch)

## Fotogalerij

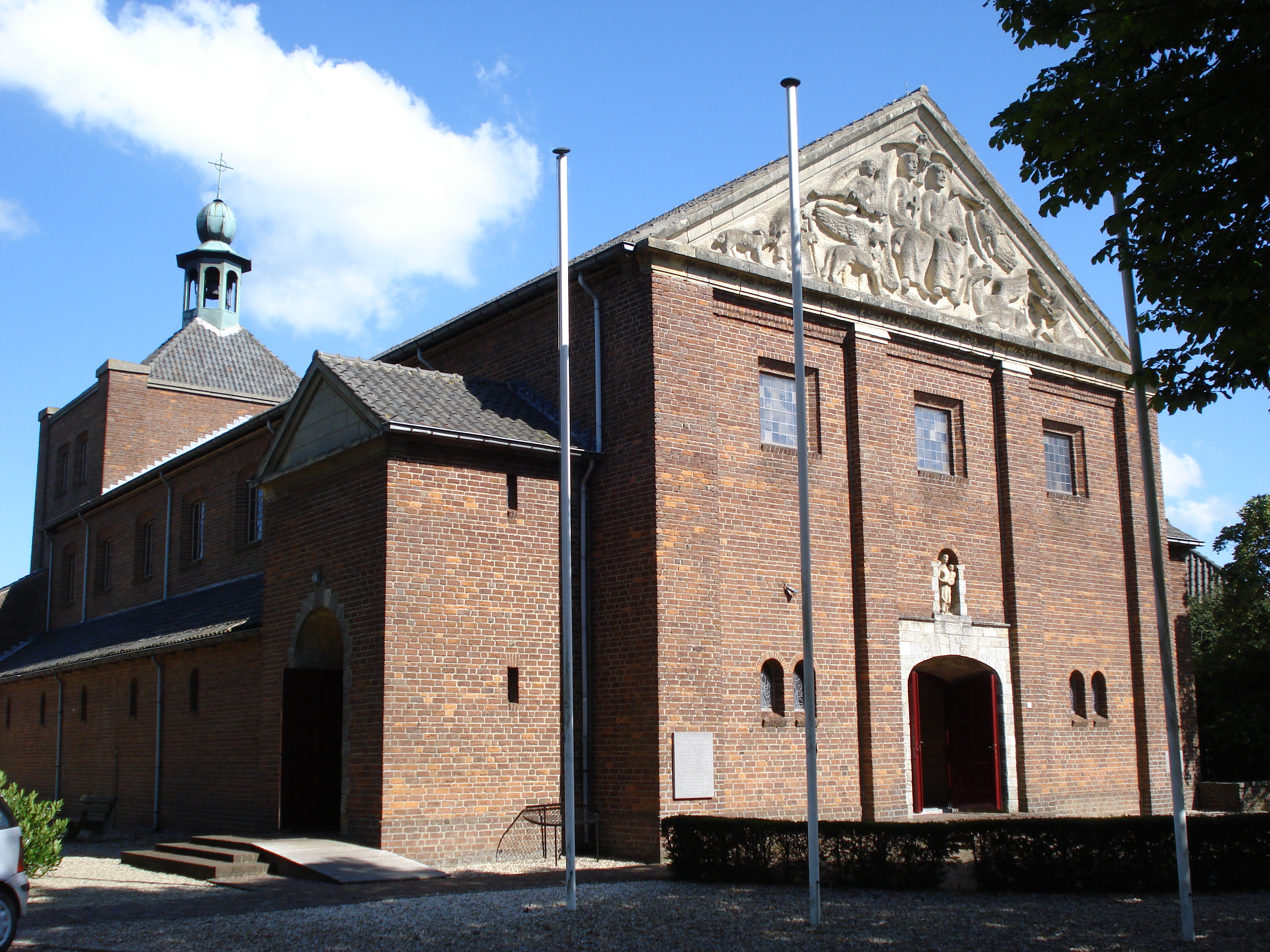
Tympaan Sint-Lambertuskerk (1951), Maren-Kessel
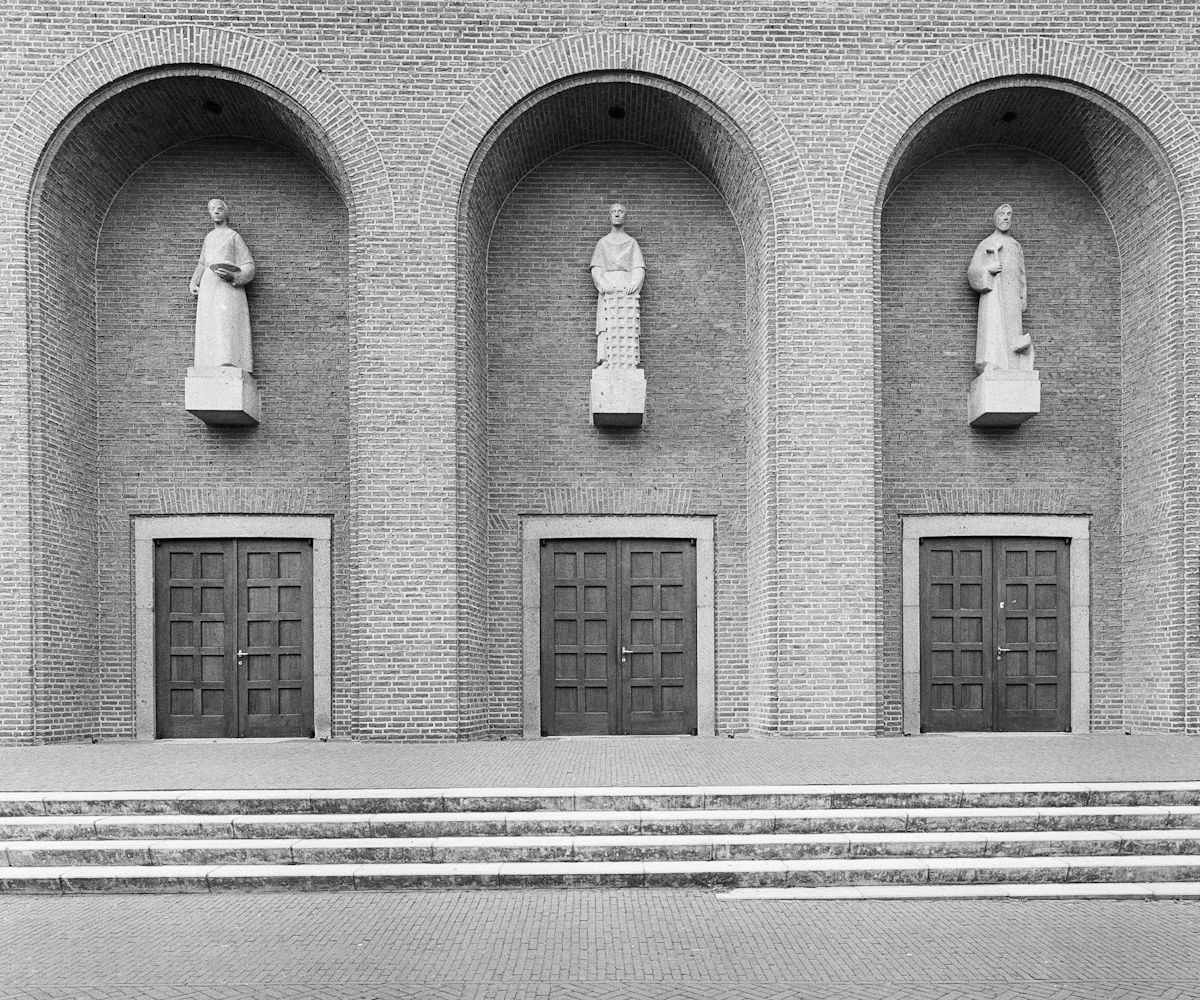
Heiligenbeelden Sint Laurentiuskerk (1953), Vierlingsbeek
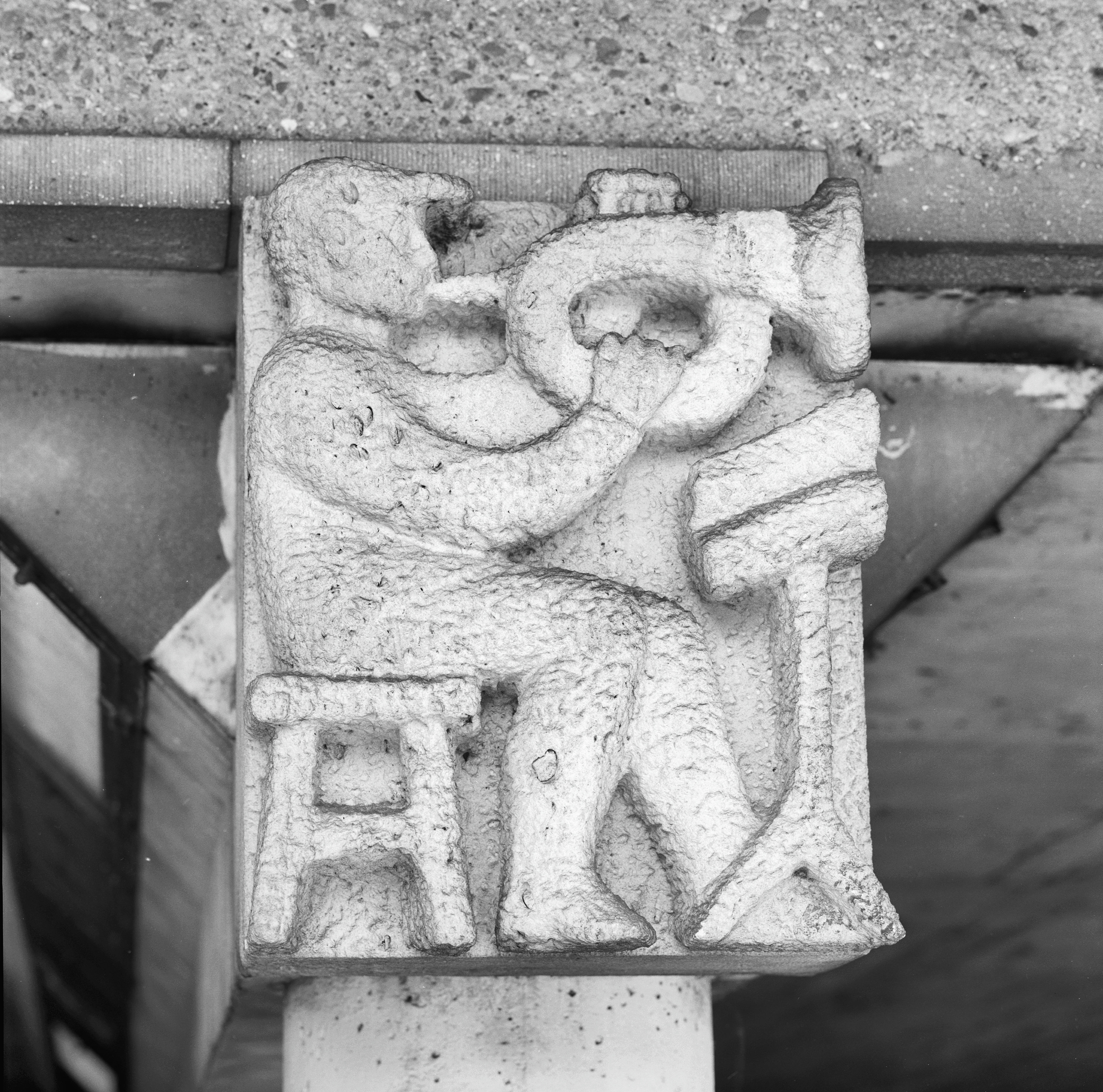
Reliëf in station Den Bosch (1956)
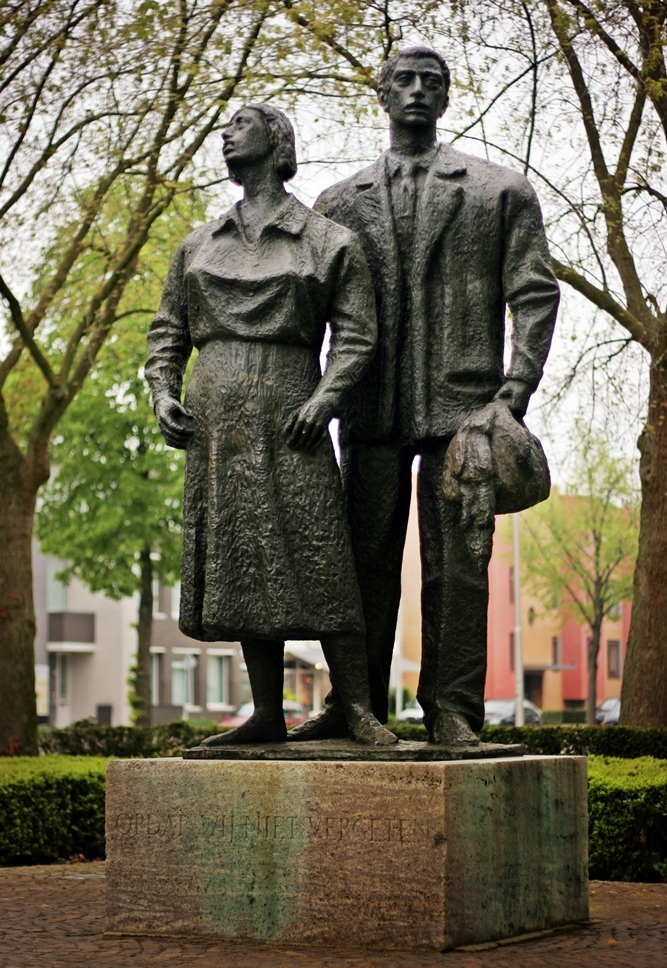
Oorlogsmonument (1960), Oss
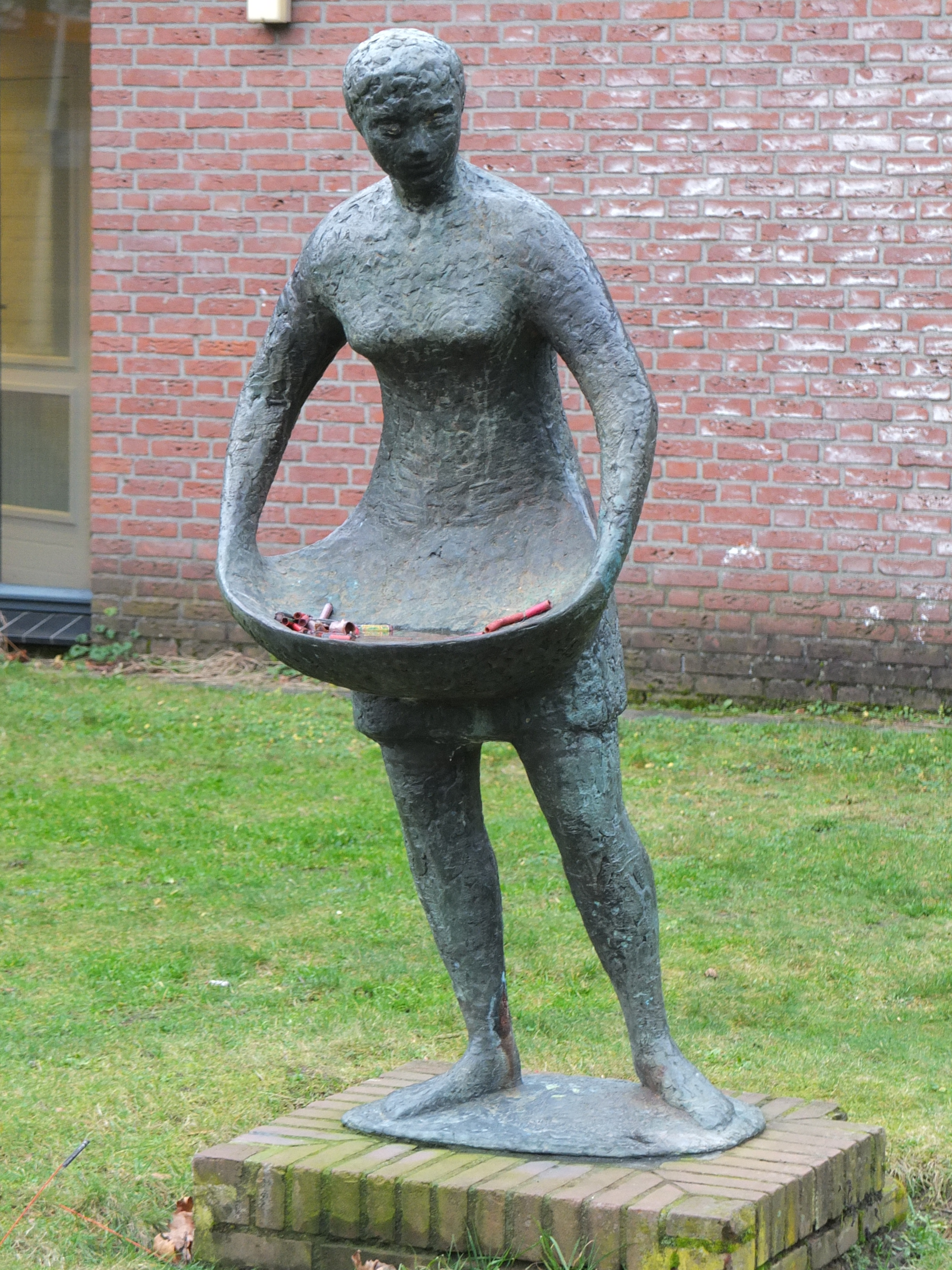
Meisje met schaal (1970/1979), Vlijmen